# Birnbaumlacke
Die Birnbaumlacke ist eine Salzlacke im österreichischen Seewinkel östlich des Neusiedlersees, an der Grenze zwischen Apetlon und Podersdorf am See gelegen.

## Beschaffenheit
Bei der Birnbaumlacke handelt es sich um einen Prototyp einer astatischen, ausschließlich niederschlagsgespeisten Weißlacke. Es handelt es sich um eine Lacke mit typischer Zonierung der Salzgesellschaften. Mit dem Absinken des Salzgehaltes breiteten sich Knollenbinsenröhrichte an der Uferlinie aus. Dichtere Schilfbestände befinden sich vor allem am Nordostufer der Lacke. Die Lacke befindet sich seit den 1970er Jahren in einem Prozess fortschreitender Verlandung.
Die wannenartige Vertiefung ist etwa 1000 m lang und 500 m breit. Die Tiefe beträgt etwa 50 cm. Da sie nur durch Oberflächenwasser befüllt wird, ist sie im Sommer öfter ausgetrocknet.